# Norbert Raharisoa
 (juillet 2024).
La mise en forme du texte ne suit pas les recommandations de Wikipédia : il faut le « wikifier ».
Les points d'amélioration suivants sont les cas les plus fréquents :
- Les titres sont pré-formatés par le logiciel. Ils ne sont ni en capitales, ni en gras.
- Le texte ne doit pas être écrit en capitales (les noms de famille non plus), ni en gras, ni en italique, ni en « petit »…
- Le gras n'est utilisé que pour surligner le titre de l'article dans l'introduction, une seule fois.
- L'italique est rarement utilisé : mots en langue étrangère, titres d'œuvres, noms de bateaux, etc.
- Les citations ne sont pas en italique mais en corps de texte normal. Elles sont entourées par des guillemets français : « et ».
- Les listes à puces sont à éviter, des paragraphes rédigés étant largement préférés. Les tableaux sont à réserver à la présentation de données structurées (résultats, etc.).
- Les appels de note de bas de page (petits chiffres en exposant, introduits par l'outil «  Source ») sont à placer entre la fin de phrase et le point final[comme ça].
- Les liens internes (vers d'autres articles de Wikipédia) sont à choisir avec parcimonie. Créez des liens vers des articles approfondissant le sujet. Les termes génériques sans rapport avec le sujet sont à éviter, ainsi que les répétitions de liens vers un même terme.
- Les liens externes sont à placer uniquement dans une section « Liens externes », à la fin de l'article. Ces liens sont à choisir avec parcimonie suivant les règles définies. Si un lien sert de source à l'article, son insertion dans le texte est à faire par les notes de bas de page.
- La présentation des références doit suivre les conventions bibliographiques. Il est recommandé d'utiliser les modèles {{Ouvrage}}, {{Chapitre}}, {{Article}}, {{Lien web}} et/ou {{Bibliographie}}. Le mode d'édition visuel peut mettre en forme automatiquement les références.
- Insérer une infobox (cadre d'informations à droite) n'est pas obligatoire pour parachever la mise en page.

Pour une aide détaillée, merci de consulter Aide:Wikification.
Si vous pensez que ces points ont été résolus, vous pouvez retirer ce bandeau et améliorer la mise en forme d'un autre article.
Norbert Raharisoa (1913-1963) était un compositeur et pianiste malgache, surtout connu pour avoir composé la musique de l'hymne national malgache "Ry Tanindrazanay malala ô!". Malgré l'importance de son œuvre, il reste relativement méconnu dans son pays natal.

## Biographie
Norbert Raharisoa est né en 1913. Très tôt, il a montré des aptitudes remarquables pour la musique. À l'âge de 12 ans, il a été initié au piano par des professeurs de l’école confessionnelle de la capitale où il était scolarisé. En parallèle, il a commencé à servir comme organiste dans sa paroisse, jouant de l'orgue tous les dimanches. Cette expérience a été déterminante dans le développement de ses compétences musicales.
Son rôle d'organiste l'a amené à être remarqué par le pasteur Rahajason, qui a fait appel à lui pour composer la musique de l'hymne national malgache. Cette composition est devenue un symbole majeur de l'identité nationale de Madagascar, consolidant la place de Norbert Raharisoa dans l'histoire musicale du pays.

## Œuvres et Contributions
L'hymne national malgache, "Ry Tanindrazanay malala ô!", a été écrit par le pasteur Rahajason et composé par Raharisoa Norbert. Cette œuvre demeure la plus connue de Raharisoa. L'hymne est un symbole puissant de l'identité nationale malgache et est interprété lors de nombreux événements officiels et cérémonies.

## Reconnaissance et Héritage
Bien que Raharisoa Norbert ait connu une certaine reconnaissance de son vivant, notamment en Slovénie, il est resté relativement inconnu à Madagascar après sa mort. Cependant, en 1967, quatre ans après son décès, un timbre a été édité à son effigie à Madagascar pour célébrer son héritage musical. Cet hommage posthume a été un moment de reconnaissance pour sa contribution à la culture malgache.
L'importance de son œuvre a été mise en lumière par Solofo Ranaivo dans son article intitulé "Norbert Raharisoa : L'oublié de la fête", soulignant le contraste entre son anonymat à Madagascar et sa reconnaissance à l'étranger.

## Décès
Raharisoa Norbert est décédé en 1963. Son héritage musical continue d'influencer les musiciens malgaches et reste un sujet d'étude pour ceux qui s'intéressent à l'histoire musicale de Madagascar.